# Jean Bartik

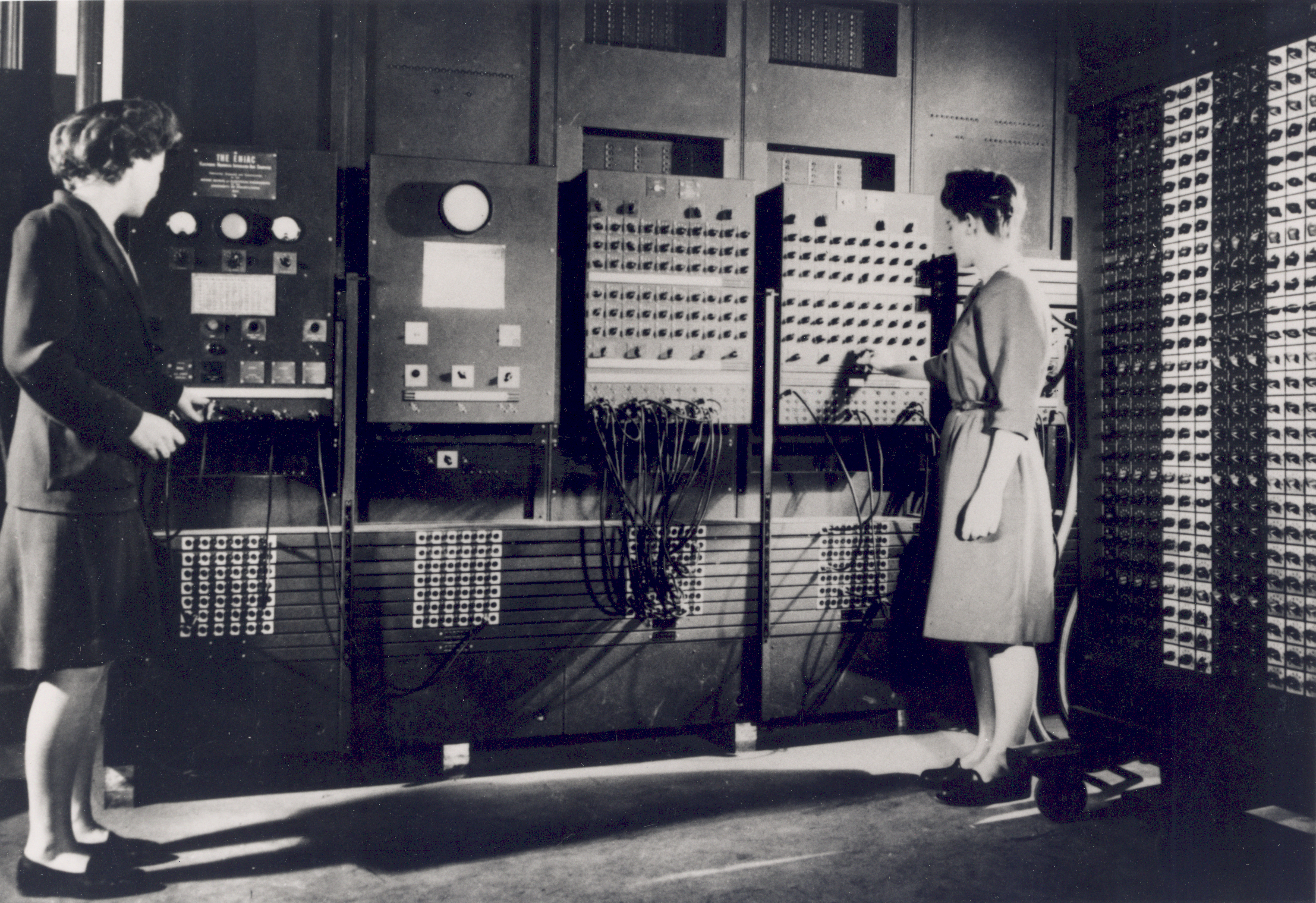
Betty Jennings (links) am ENIAC-Rechner

Jean Bartik, geboren als Betty Jean Jennings (* 27. Dezember 1924 bei Stanberry, Missouri; † 23. März 2011 in New York City), war eine der sechs US-amerikanischen Programmiererinnen des Electronic Numerical Integrator and Computer (ENIAC), des ersten elektronischen Universalrechners.

## Werdegang

### Kindheit und Jugend
Am 27. Dezember 1924 als Betty Jean Jennings geboren, wuchs Jean Bartik auf der Farm ihrer Eltern in Missouri auf. Sie war das sechste von sieben Kindern. Vater und Mutter arbeiteten beide als Farmer auf dem eigenen Hof, um den Lebensunterhalt zu verdienen. Ihr Vater wollte immer, dass sie Lehrerin wird – Jean Bartik hatte allerdings andere Pläne und wollte Missouri verlassen. Mit 16 Jahren, im Jahr 1941, machte Bartik ihren Schulabschluss an der Stanberry High School und besuchte danach in Missouri das Northwest Missouri State Teachers College.

### Berufsleben
1946 heiratete sie den Ingenieur William Bartik, der für das Verteidigungsministerium der Vereinigten Staaten arbeitete. Sie legte ihren ersten Vornamen Betty ab, zu dem sie nie einen großen Bezug hatte. Seitdem ist sie bekannt als Jean Bartik und wird vor allem in der Literatur überwiegend unter diesem Namen erwähnt.
1951 zog sie sich für 16 Jahre aus dem Berufsleben zurück und widmete sich dem Familienleben. Mit ihrem Mann zog sie die drei gemeinsamen Kinder groß. Neben einem Sohn, Mitch, hatte das Paar noch zwei Mädchen, Mary und Jane. 1968 ließen sich Jean und William nach 22 Jahren Ehe scheiden.
1967 kehrte Jean Bartik zurück ins Berufsleben und schrieb bis 1985 unter anderem Fachartikel über Informatik für die Verlage Auerbach Publishers und für David Publishing. Außerdem arbeitete sie weiter als Programmiererin und unterrichtete in dem Fachbereich. 1985 wurde Jean Bartik im Alter von 61 Jahren arbeitslos und fand in der IT-Branche keine Anstellung mehr. Aus diesem Grund wechselte sie in die Immobilienbranche und arbeitete die nächsten 25 Jahre als Maklerin in New Jersey.

## Universitätslaufbahn
Am Northwest Missouri State Teachers College (später Northwest Missouri State University) machte Jean Bartik 1945 den Bachelor of Science in Mathematik. Zur Zeit des Zweiten Weltkriegs war Bartik in ihrem Kurs die einzige Frau mit dem Hauptfach Mathematik. Danach besuchte sie die University of Pennsylvania. 1967 erreichte sie ihren Masterabschluss in Englisch an der University of Pennsylvania.
2002 wurde Jean Bartik der Ehrendoktortitel von der Northwest Missouri State University verliehen.

## Leistungen

### Arbeit im Zweiten Weltkrieg– ENIAC
Noch während des Zweiten Weltkriegs machte Jean Bartik ihren Abschluss an der Universität. Direkt nach ihrem Studium, mit 20 Jahren, wurde Bartik auf Empfehlung eines ihrer Lehrer, von der US-amerikanischen Armee eingestellt. Dort unterstützte sie bis 1946 maßgeblich das Projekt ENIAC. Das Projekt wurde von der University of Pennsylvania ins Leben gerufen. Bartik begrüßte das sehr, da sie nun die Chance bekam, Missouri zu verlassen, und nach Philadelphia gehen konnte.
Der ENIAC war der erste elektronische Universalrechner, der von der Armee entwickelt wurde und zu Kriegszwecken genutzt werden sollte. Er diente der US-Armee zur Berechnung ballistischer Tabellen, die die Flugbahnen von militärischen Geschossen berechnen sollten. Bartik arbeitete an dem Universalrechner mit fünf Kolleginnen, die ebenfalls eine Vorreiterrolle einnahmen. Ohne Handbücher und Aufzeichnungen arbeiteten die Frauen an dem Gerät. Der ENIAC wurde programmiert, indem man die einzelnen Komponenten mit Kabeln verband und die gewünschten Operationen auf Drehschaltern einstellte. Jean Bartik entwickelte wichtige Programmteile des ENIAC, die es ermöglichten, dass die geplanten Berechnungen durchgeführt werden konnten. Zu den sogenannten „ENIAC-Frauen“ und Jean Bartiks Kolleginnen gehörten: Kathleen Antonelli, Adele Goldstine, Betty Snyder, Marlyn Wescoff, Frances Spence (geborene Bilas) und Ruth Teitelbaum. Sie hatten zuvor für das Militär ballistische Berechnungen an mechanischen Tischrechnern angestellt. Im November 1945 begannen die ersten Testphasen des ENIAC, im Februar 1946 präsentierte man den ENIAC der Öffentlichkeit.
Jean Bartiks Leistungen am ENIAC, und die ihrer ENIAC-Kolleginnen, wurden erst Jahrzehnte später anerkannt (siehe Auszeichnungen).

### Die Zeit nach dem Zweiten Weltkrieg
1947 wurde der ENIAC-Rechner auf das Militärgelände nach Aberdeen umgesetzt, neben Marilyn Wescof zog aber auch Jean Bartik nicht mit um. Auch Betty Snyder beendete kurz danach ihre Arbeit am ENIAC. Sie wechselte, wie zuvor schon Jean Bartik, zur neu gegründeten Firma Eckert Mauchly Computer Corporation, in der sich beide in der Softwareentwicklung einen Namen machten: Als Team arbeiteten die beiden Frauen an der Leistung und Performance des ENIAC und allen Programmsequenzen. Nach dem Krieg baute Bartik mit ihrem Team den ENIAC zu einer speicherprogrammierten Maschine um. Dadurch konnten größere, anspruchsvolle Programme geschrieben werden. 1949 programmierte Bartik den BINAC (Binary Automatic Computer), den Nachfolger des ENIAC, mit dem Ziel, Computer nutzerfreundlicher zu machen. In den 1950er Jahren entwarf sie die Logik und das Backup-System für den UNIVAC I (UNIVersal Automatic Computer). Er war der erste Computer, der in den USA für die kommerzielle Vermarktung hergestellt wurde. Nachdem sie am ENIAC gelernt und den Aufbau von Computern ausreichend studiert hatte, bereitete ihr die Arbeit am UNIVAC I besondere Freude.
Einen großen Einfluss hatte Jean Bartiks Arbeit auch auf die Entwicklung der Programmiersprache FORTRAN, die sie in einem Team von Programmierern mitentwickelte.

## Auszeichnungen
Erst Jahrzehnte nach der Entwicklung der ersten Computer wurde die Arbeit der Frauen gewürdigt. In den Jahren zwischen 1990 und 2010 wurden Jean Bartik hohe Auszeichnungen verliehen:
1997 wurde Jean Bartik mit ihren fünf Programmier-Kolleginnen in die „Women In Technology International (WITI) Hall of Fame“ eingeführt und erhielt noch im gleichen Jahr den Augusta Ada Lovelace Award der Association of Women in Computing. 2008 wurde ihr der Computer History Museum Fellows Award überreicht, und sie wurde Mitglied des Computer History Museum in Mountain View, Kalifornien. Ihren letzten Preis erhielt sie 2008, den IEEE Computer Society Computer Pioneer Award.
Darüber hinaus wurde ihr 2002 die Ehrendoktorwürde der Northwest Missouri State University verliehen, die ihr Computermuseum später nach ihr benannte, und ihre Person in der Dokumentation Top Secret Rosies: The Female Computers of World War II (2010) gewürdigt.
Das Content-Management-System Drupal hat sein Standard-Theme (die grafische Oberfläche) nach Jean Bartik benannt.